# Trim Castle

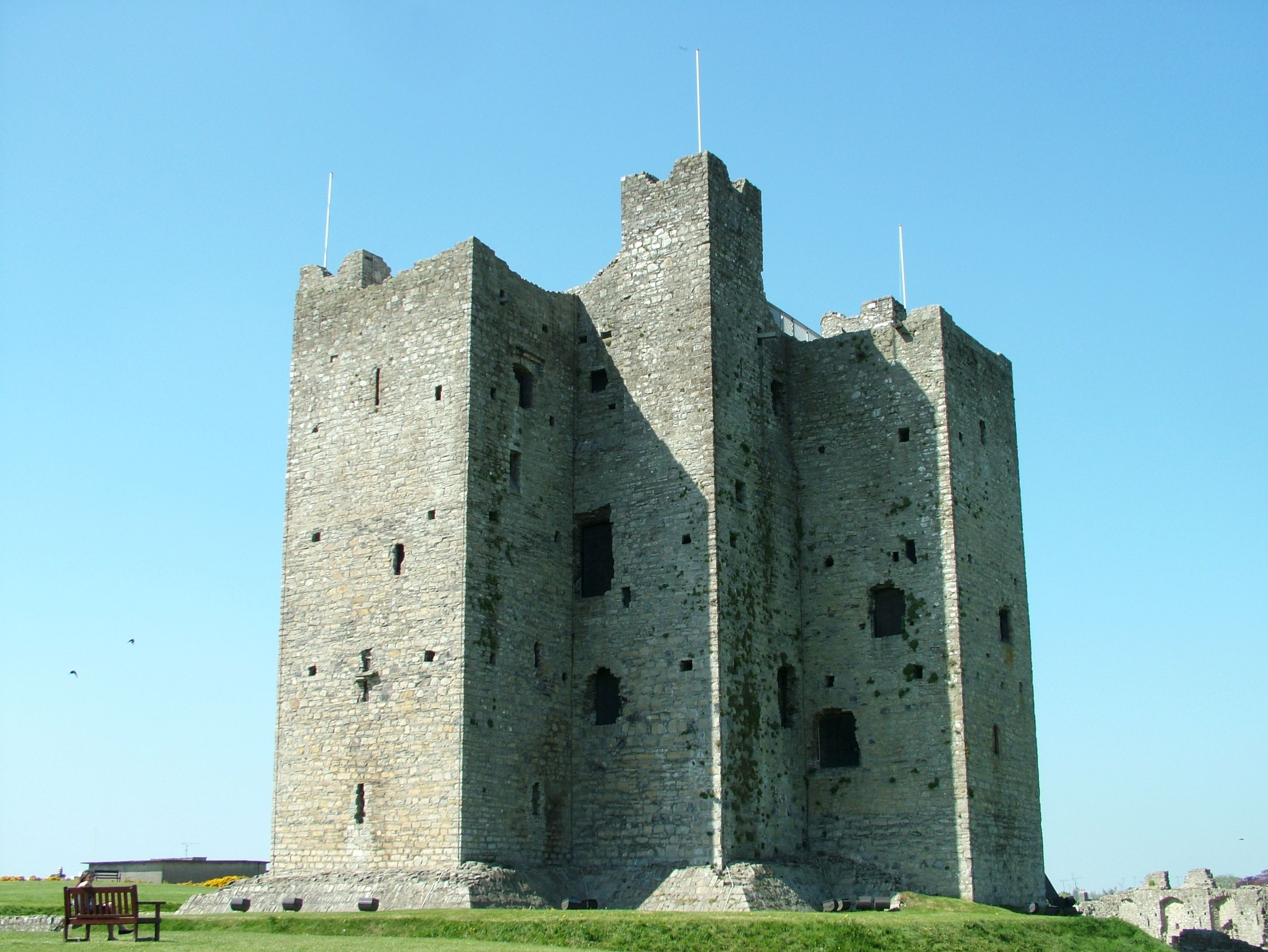
Trim Castle

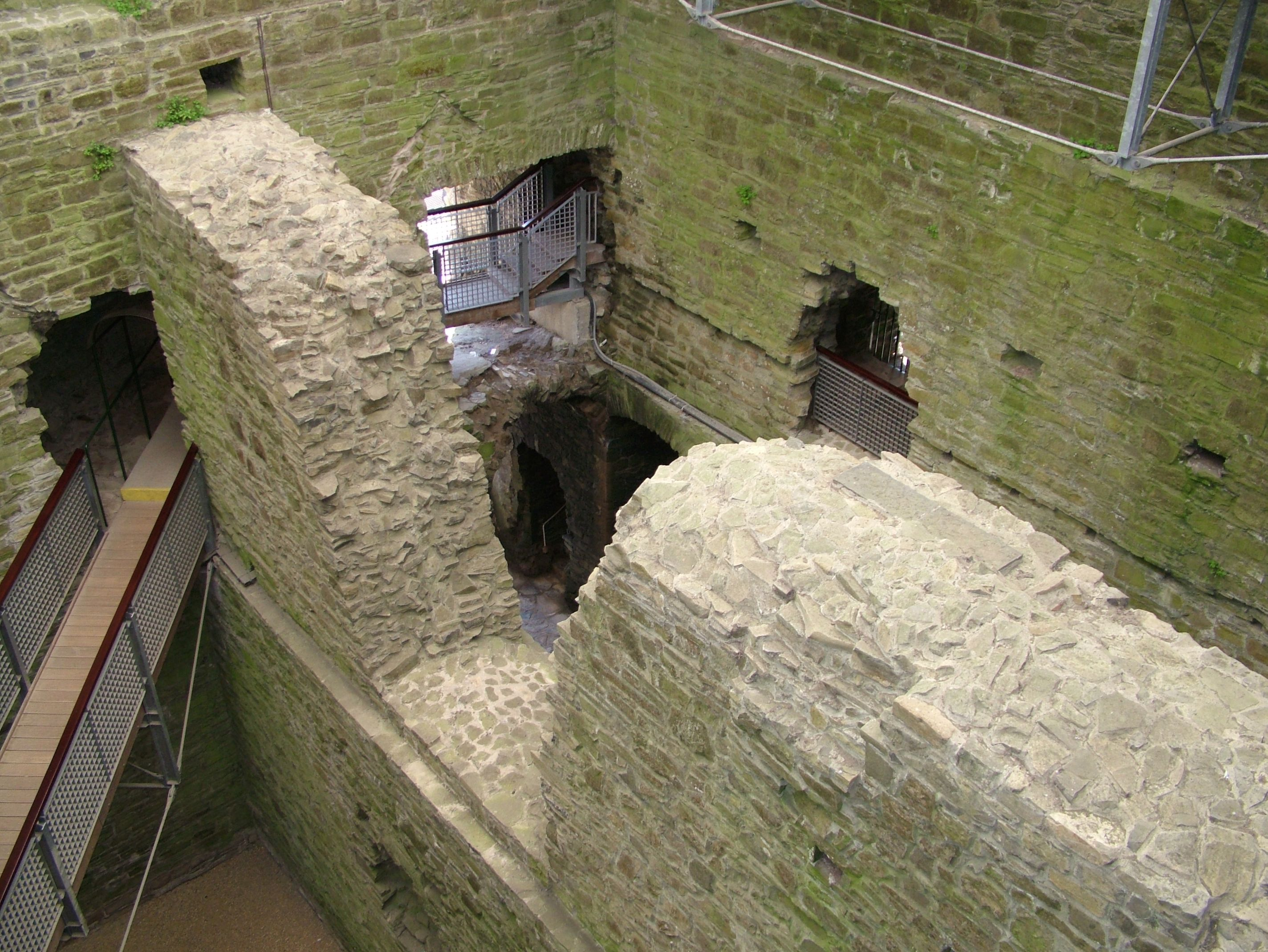
Blick in das Innere

Trim Castle (irisch Caisleán Bhaile Átha Troim) in Trim (Grafschaft Meath, Irland) ist ein normannisches Kastell aus dem 12. Jahrhundert. Gebaut in einem Areal von etwa drei Hektar, wird es als das ursprünglich größte Kastell in Europa angesehen. Heute sind jedoch nur noch die Ruinen der ehemaligen Burg vorhanden.

## Geschichte
Am Standort des Kastells am Ufer des Flusses Boyne errichteten Hugh de Lacy, der erste Lord of Meath und sein Sohn Walter 1172 zunächst eine Motte mit einem hölzernen Turm, als ersten Akt cambro-normannischer Landnahme in Meath. Die Burg wurde rasch ausgebaut und diente als Zentrum des Einflussgebietes der Familie Lacy in Irland. Sie bot Schutz und wurde dadurch Anziehungspunkt für Handel und Klosterleben.

## Wissenswertes
Die Burgruine diente 1995 dem Film Braveheart und der erfolgreichen Fernsehserie Mystic Knights – Die Legende von Tir Na Nog als Kulisse.